# HD 12005
HD 12005，又名BD+77 73，SAO 4555、HR 572，是一颗恒星，视星等为6.04，位于銀經126.76，銀緯15.58，其B1900.0坐标为赤經1h 52m 49s，赤緯+77° 15.58′ 54″。